# شهرستان بجستان
شهرستان بجستان یکی از شهرستان‌های استان خراسان رضوی ایران است. مرکز این شهرستان، شهر بجستان است. این شهرستان در سال ۱۳۸۶ از شهرستان گناباد جدا و مستقل شده است.

## موقعیت جغرافیایی و ویژگی‌های طبیعی
شهرستان بجستان در فاصله ۲۷۸ کیلومتری جنوب مشهد با مساحتی بالغ بر ۳۷۰۰ کیلومتر مربع از نظر موقعیت در طول جغرافیایی ۴۳ درجه و ۳۱ دقیقه در ارتفاع ۱۲۵۰ متری از سطح دریا واقع شده است. این شهرستان از شمال به بردسکن و خلیل‌آباد و از جنوب به فردوس، از شرق به گناباد و از غرب به بشرویه منتهی می‌شود. بلندترین نقطهٔ آن در محدودهٔ روستای آهنگ (ارتفاعات سیاه‌کوه) بالغ بر ۲۴۴۰ متر و پست‌ترین نقطه در اطراف مرندیز و فخرآباد به ارتفاع ۸۳۶ متر از سطح دریا می‌باشد. بر اساس آخرین تقسیمات کشوری بجستان دارای دو بخش مرکزی و بخش یونسی و ۴ دهستان است.

## تقسیمات کشوری
تقسیمات کشوری شهرستان بجستان به صورت زیر می‌باشد:
- بخش مرکزی شهرستان بجستان
  -     - شهرها: بجستان

  - دهستان بجستان
  - دهستان جزین
- بخش یونسی
  - دهستان یونسی
  - دهستان سردق
    - شهرها: یونسی

## جمعیت
بنابر سرشماری مرکز آمار ایران، جمعیت این شهرستان در سال ۱۳۹۰ برابر با ۳۰٬۶۶۴ نفر بوده است.